# 15969 Charlesgreen
A 15969 Charlesgreen (ideiglenes jelöléssel 1998 EW11) a Naprendszer kisbolygóövében található aszteroida. Eric Walter Elst fedezte fel 1998. március 1-jén.